# Solonoje Zajmiszcze
Solonoje Zajmiszcze (ros. Солёное Займище) – wieś w Rosji, w obwodzie archangielskim, w rejonie czernojarskim. W 2010 liczyła 2257 mieszkańców.